# بابار (الجزائر)
بابار بلدية من بلديات دائرة بابار بولاية خنشلة الجزائرية.

## أصل التسمية
بابار كلمة شاوية مشتقة من اللفظتين «باب» و«أوار» بمعنى «صاحب الأسد».
تمثل مساحة البلدية ٪47 من مساحة الولاية وتتميز بمناخ مزدوج شبه صحراوي في الجهة الجنوبية للبلدية أما الشمالية فهي معتدلة

## وصلات خارجية
- موقع منتديات بلدية بابار

تشتهر بالفلاحة